# シー・オービット作戦
シー・オービット作戦（Operation "Sea Orbit"）とは、1964年にアメリカ海軍が実施した燃料無補給での世界一周航海のこと。

## 概要

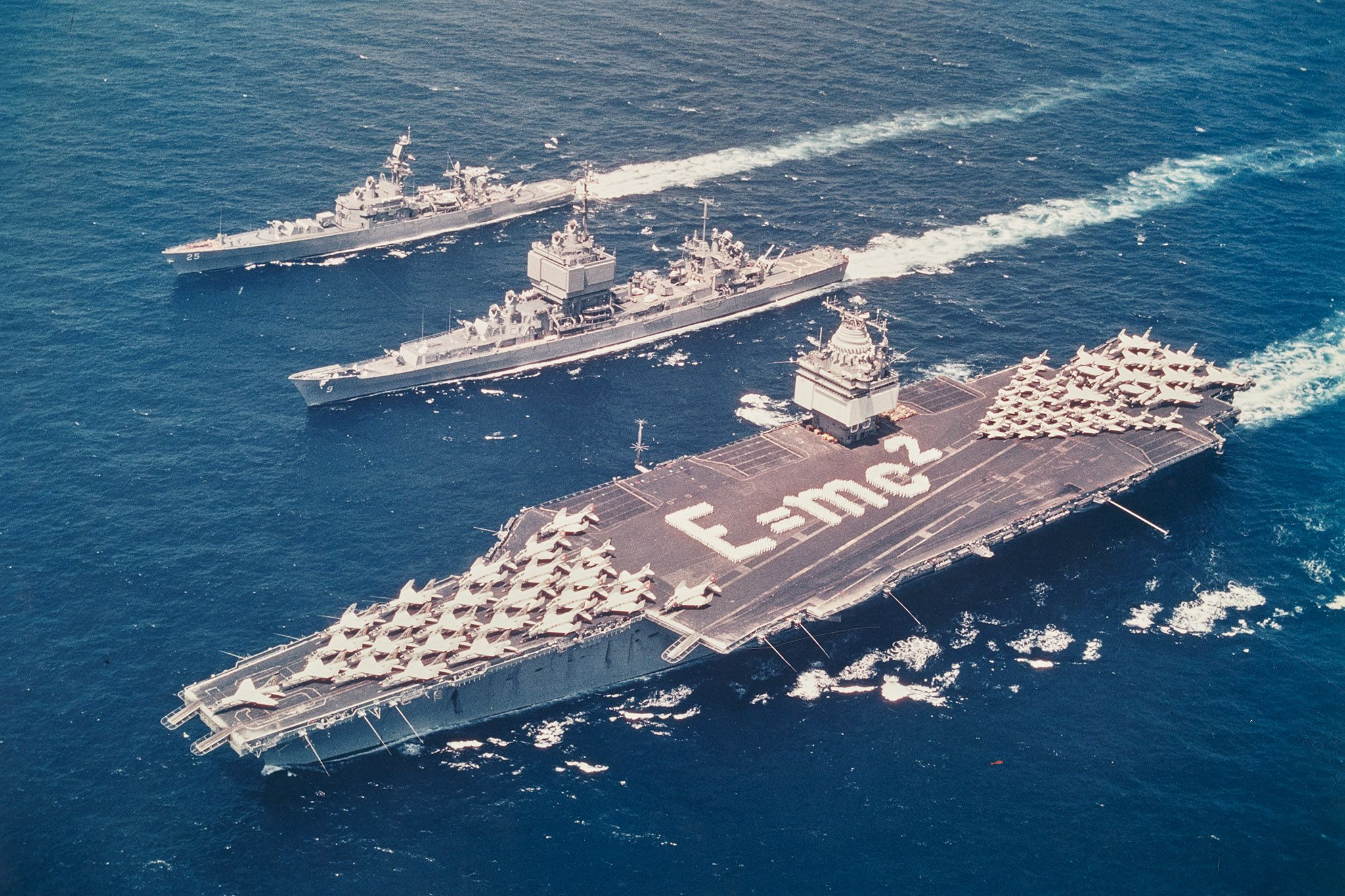
右下から
原子力空母 エンタープライズ
原子力ミサイル巡洋艦 ロングビーチ
原子力嚮導ミサイルフリゲート ベインブリッジ

航海の実施にあたった第1任務部隊（task force one）は、原子力空母「エンタープライズ（CVAN-65）」、原子力ミサイル巡洋艦「ロングビーチ（CGN-9）」、原子力ミサイル・フリゲート「ベインブリッジ（DLGN-25）」の3隻の原子力推進艦からなり、65日間をかけて、燃料無補給世界一周を達成した。
第1任務部隊は、1964年7月31日に出港した。第1任務部隊は、ラバト（モロッコ）、ダカール（セネガル）、フリータウン（シエラレオネ）、モンロビア（リベリア）、アビジャン（コートジボワール）、ナイロビ（ケニヤ）、カラチ（パキスタン）、フリーマントル、メルボルンおよびシドニー（オーストラリア）、ウェリントン（ニュージーランド）、ブエノスアイレス、モンテビデオ（アルゼンチン）、サントス、リオデジャネイロ、レシーフ（ブラジル）に寄港し、10月3日に帰還した。ただし、エンタープライズは、カラチ、シドニー、リオ・デ・ジャネイロにしか入港していない。
2004年7月30日、シー・オービット作戦40周年記念行事がエンタープライズ艦上で開催され、作戦の元参加者たちが参集した